# بيمن (وحدتية)
بيمن (بالفارسية: بی‌من) هي قرية تقع في إيران في قسم وحدتية الريفي. يقدر عدد سكانها بـ 0 نسمة بحسب إحصاء 2016.